# Иванов, Павел Петрович (историк)
Па́вел Петро́вич Иванов (1893—1942) — советский востоковед, доктор исторических наук.

## Биография
Родился 28 февраля 1893 года в селе Песьяно Ишимского уезда Тобольской губернии (ныне Тюменская обл.). В 1907 году его отец, крестьянин, перевез семью в Чимкент, где в 1910 году П. П. Иванов окончил городское училище.
В 1916 году Иванов был призван на военную службу и в 1916—1917 гг. обучался в Ташкентском военном училище, по окончании которого в 1917 г. был отправлен на фронт. В дни Февральской революции секретарь революционного комитета.
В 1919—1924 гг. учился в Туркестанском восточном институте по иранскому отделению.
в 1929 г. получил приглашение в Ленинградский Восточный институт на должность доцента по кафедре истории и экономической географии Средней Азии. В том же году начал преподавать в Ленинградском государственном университете.
В начале научной карьеры П. П. Иванов интересовался главным образом археологией Средней Азии. Позже обратился к изучению истории Средней Азии эпохи позднего средневековья, публиковал источники по истории Бухары и Хивы.
С 1934 года — старший научный сотрудник ИВ АН СССР. Продолжал публикацию переводов письменных источников по истории Средней Азии и сопредельных стран. В 1935 году решением Ученого совета ИВ АН на основании «Очерка истории каракалпаков» П. П. Иванову присуждена ученая степень кандидата исторических наук. За «Архив хивинских ханов XIX в.» решением Ученого совета Института востоковедения АН СССР от 24 ноября 1941 г. П. П. Иванову была присуждена ученая степень доктора исторических наук.
Труды П. П. Иванова положили начало всестороннему изучению в России письменных памятников по истории Средней Азии XVI—XIX веков.
Павел Петрович Иванов скончался 3 февраля 1942 года в блокадном Ленинграде.

## Основные работы
- Материалы по истории каракалпаков. Сборник / Редактор издания А. Н. Самойлович. М.; Л.: Издательство Академии наук СССР, 1935. 299 с. (Труды Института востоковедения Академии наук СССР. VII.)
- Иванов П. П. «Удельные земли» Сейид-Мухаммед-хана хивинского (1856—1865) // Записки Института востоковедения Академии наук СССР. VI. Л.: Издательство Академии наук СССР, 1937. С. 27—59.
- Иванов П. П. Восстание китай-кипчаков в Бухарском ханстве 1821—1825 гг. Источники и опыт их исследования / Ответственный редактор А. Н. Самойлович. М.; Л.: Издательство Академии наук СССР, 1937. 131 с. (Труды Института востоковедения Академии наук СССР. XXVIII.)
- Материалы по истории туркмен и Туркмении. Том II. XVI—XIX вв. Иранские, бухарские и хивинские источники / Под редакцией В. В. Струве. А. К. Боровкова, А. А. Ромаскевича и П. П. Иванова. Ответственный редактор А. К. Боровков. М.; Л.: Издательство Академии наук СССР, 1938. 700 с. (Труды Института востоковедения Академии наук СССР. XXIX.)
- Иванов П. П. Казахи и Кокандское ханство (К истории их взаимоотношений в начале XIX в.) // Записки Института востоковедения Академии наук СССР. VII. Л.: Издательство Академии наук СССР, 1939. С. 92—128.
- Иванов П. П. Архив хивинских ханов. Новые источники для истории Средней Азии XIX в. // Записки Института востоковедения Академии наук СССР. VII. Л.: Издательство Академии наук СССР, 1939. С. 5—26.
- Иванов П. П. Новые данные о каракалпаках. Исторические заметки // Советское востоковедение. III. М.; Л.: Издательство Академии наук СССР, 1945. С. 59—79.
- Очерки по истории Средней Азии. (XVI — середина XIX в.) / [Введ. А. Боровкова] — М. : Изд-во вост. лит., 1958. — 247 с.
- Иванов П. П. Средняя Азия и Казахстан во второй половине XVIII в. / Предисловие и публикация Е. И. Серовой // Труды востоковедов в годы блокады Ленинграда (1941—1944). М.: Восточная литература, 2011. С. 134—150.